# Mesplède
Mesplède ist eine französische Gemeinde mit 328 Einwohnern (Stand 1. Januar 2022) im Département Pyrénées-Atlantiques in der Region Nouvelle-Aquitaine (vor 2016: Aquitanien). Die Gemeinde gehört zum Arrondissement Pau und zum Kanton Artix et Pays de Soubestre.
Der Name in der gascognischen Sprache lautet Mespleda. Er hat seinen Ursprung im lateinischen mespilum (deutsch Mispel). Anlässlich der Ernte der Früchte der Mispel wird das Fest namens Mesplède gefeiert. Die Bewohner werden Mesplédois und Mesplédoises genannt.

## Geographie
Mesplède liegt ca. 40 Kilometer nordwestlich von Pau in der historischen Provinz Béarn am nördlichen Rand des Départements.
Umgeben wird Mesplède von den Nachbargemeinden:
| Sault-de-Navailles | Lacadée                                     | Hagetaubin |
| Balansun           | Kompassrose, die auf Nachbargemeinden zeigt |            |
| Argagnon           | Arthez-de-Béarn                             |            |

Mesplède liegt im Einzugsgebiet des Flusses Adour.
Der Ruisseau de Lesclauze, an seinem Oberlauf auch Ruisseau de Mousquès genannt, ist ein Nebenfluss des Luy de Béarn und entspringt auf dem Gebiet der Gemeinde ebenso wie die Nebenflüsse des Aubin, der Ruisseau de Chaurou und der Ruisseau Louru. Der Ruisseau de Clamondé, ein Zufluss des Gave de Pau, fließt an der südlichen Grenze zur Nachbargemeinde Arthez-de-Béarn entlang.

## Geschichte

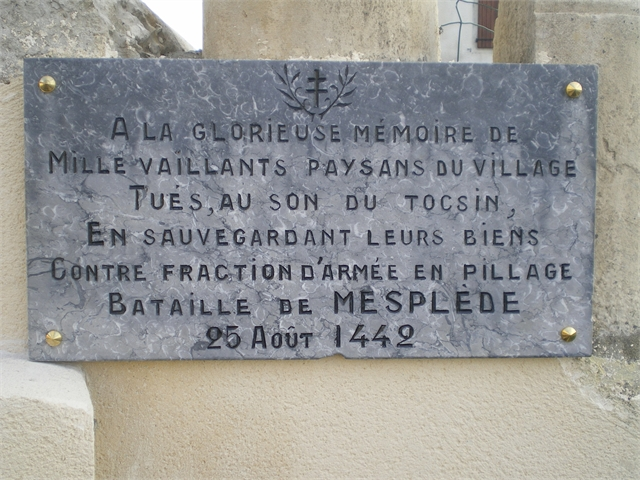
Gedenktafel an die Schlacht von Mesplède 1442

Die Besiedelung in der gallorömischen Zeit wird durch ein ehemaliges Lager belegt. In der letzten Phase des Hundertjährigen Krieges war Mesplède Schauplatz einer Schlacht, die am 25. August 1442 stattfand und in der eintausend Bauern aus Mesplède der Überlieferung nach umkamen. Gaston IV., Graf von Foix und Vicomte des Béarn, gab seine Neutralität zugunsten des französischen Königs auf. Aber nach der Eroberung von Dax durch englische Truppen im Jahre 1442 rückten französische Truppen in das Béarn ein und die Bevölkerung begann zu revoltieren. Der Blutzoll, an den eine Gedenktafel am Kirchplatz erinnert, sorgte letzten Endes für die Unabhängigkeit des Béarn für eine weitere Zeit.
Seit der erstmaligen Erwähnung gegen 1450 gehörte das Dorf zu Arthez, aber mit diesem prägenden Ereignis strebte es nach Unabhängigkeit, die 1707 schließlich erlangt wurde. Noch heute besteht die Gemeinde im Wesentlichen aus verstreuten Bauernhöfen, die typisch für das Béarn sind.
Toponyme und Erwähnungen von Mesplède waren:
- Mesplede (1750 und 1793, Karte von Cassini bzw. Notice Communale) und
- Mesplède (1863, Dictionnaire topographique du département des Basses-Pyrénées)[7][8][9]

### Einwohnerentwicklung
Nach einem Höchststand der Einwohnerzahl von rund 670 in der ersten Hälfte des 19. Jahrhunderts reduzierte sich die Zahl bei kurzen Erholungsphasen bis heute auf ein Niveau von rund 330 Einwohnern.
| Jahr      | 1962 | 1968 | 1975 | 1982 | 1990 | 1999 | 2006 | 2009 | 2022 |
| --------- | ---- | ---- | ---- | ---- | ---- | ---- | ---- | ---- | ---- |
| Einwohner | 373  | 359  | 375  | 333  | 358  | 332  | 330  | 320  | 328  |

## Gemeindepartnerschaft
Mesplède unterhält seit 1986 eine Partnerschaft mit Feldkirchen-Westerham in Bayern.

## Sehenswürdigkeiten

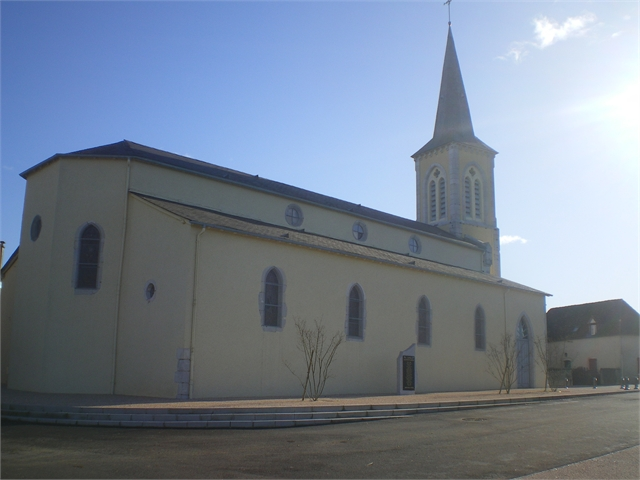
Pfarrkirche Saint-Germain-d’Auxerre

- Pfarrkirche, geweiht Germanus von Auxerre. 1887 wurde das Projekt des Architekten Bourdette aus Orthez für den Neubau des einsturzgefährdeten Glockenturms und der Ausbesserung des Bodenbelags genehmigt, worauf 1889 die Arbeiten aufgenommen wurden. Von 1892 bis 1893 wurde die Kirche vergrößert, das dreischiffige Langhaus höhergelegt und verlängert, der Chor vergrößert und eine Sakristei angebaut. Diese Umbauten kamen einem kompletten Neubau gleich, nur die südliche Wand ist vom Vorgängerbau übrig geblieben. Gegen 1893 wurden Glasfenster mit Darstellungen religiöser Persönlichkeiten, Werke des Glasmalermeisters Dauriac aus Toulouse, eingesetzt. Das Langhaus besitzt drei Jochen, seine beiden Seitenschiffe sind durch Rundbogenarkaden abgetrennt. Die langgezogenen Dachflächen aus Schiefer sind typisch für die Region des Béarn der Gaves.[12][13]

## Wirtschaft und Infrastruktur
Die Landwirtschaft ist traditionell der wichtige Wirtschaftsfaktor der Gemeinde.

### Sport und Freizeit
Ein Rundweg von 8,4 km Länge mit einem Höhenunterschied von 255 m führt vom Zentrum der Gemeinde über die Anhöhen rund um die Gemeinde mit Aussichtspunkten auf die Pyrenäen. Er durchquert auch zweimal das Tal des Ruisseau de Clamondé, das eine der geschützten Naturstätten der Pyrenäen ist.

### Verkehr
Mesplède wird durchquert von der Route départementale 946, der ehemaligen Route nationale 646.